# Světový pohár v ledním hokeji

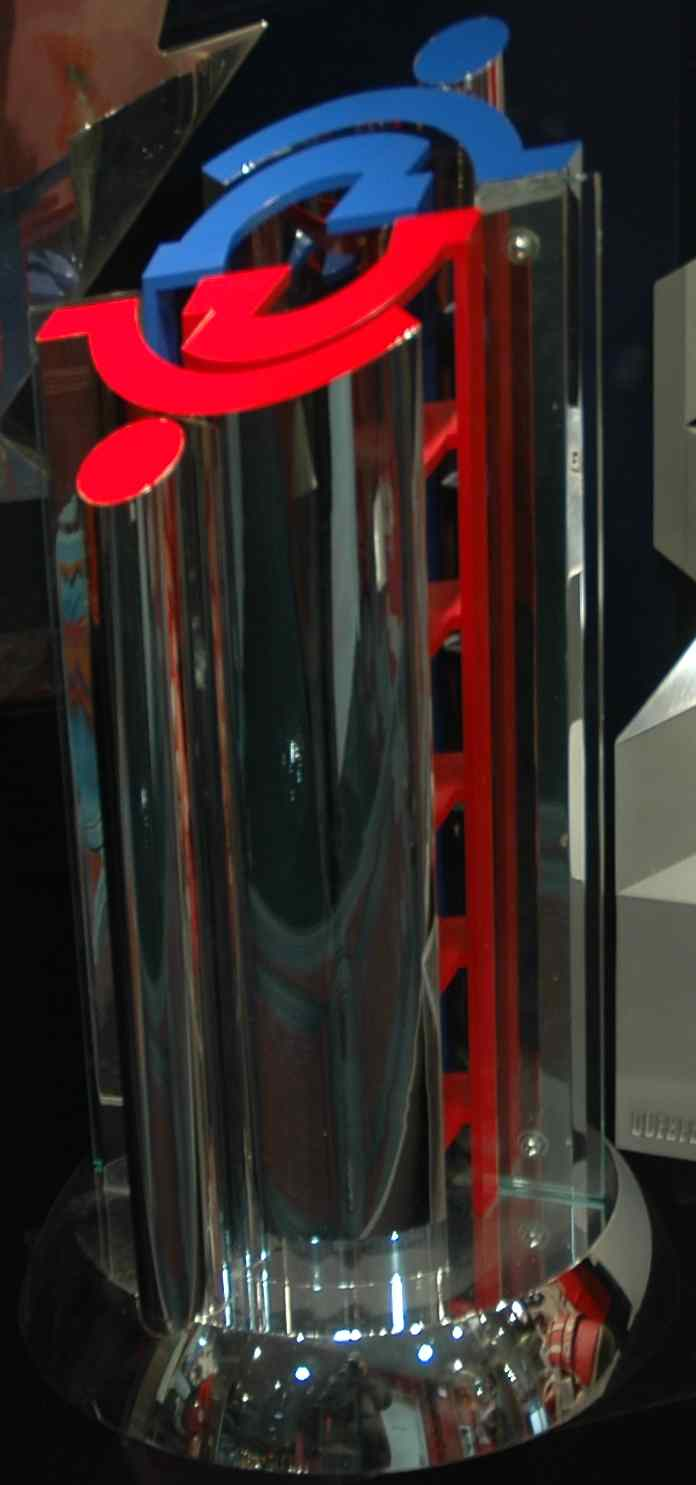
Trofej Světového poháru v ledním hokeji z roku 1996

Světový pohár v ledním hokeji je mezinárodní hokejový turnaj. Jeho první ročník byl pořádán v roce 1996. Světový pohár se stal nástupcem Kanadského poháru, který byl nepravidelně konán mezi lety 1976 až 1991. Turnaj Světového poháru se zatím konal třikrát. Poprvé v roce 1996, kdy jej získala reprezentace Spojených států amerických a dále v letech 2004 a 2016, kdy jej získala kanadská reprezentace. Světový pohár organizuje NHL, na rozdíl od Mistrovství světa a turnajů na Zimních olympijských hrách, které organizuje IIHF. Proto jsou také zápasy Světového poháru hrány podle pravidel NHL. Světový pohár se koná mimo sezónu, což znamená, že jsou k dispozici všichni hokejisté. Na Světovém poháru se na rozdíl od jiných významných mezinárodních turnajů neudělují medaile a není hrán zápas o třetí místo. Oceněn je pouze vítězný tým, který získá pohár. Každý turnaj má svůj specifický systém.

## Historie

### Kanadský pohár
Světovému poháru předcházel Kanadský pohár k jehož vzniku v roce 1976 přispěl svým úsilím šéf organizace Hockey Canada Douglas Fisher a šéf NHLPA (hráčská asociace NHL) Alan Eagleson, kteří se nechali inspirovat Mistrovstvím světa ve fotbale. Eagleson navrhl uspořádání turnaje, který by sehráli nejlepší hokejové národní týmy. Po úspěšném jednání s úředníky sovětského hokejového svazu se v září 1974 domluvili na uspořádání prvního Kanadského poháru. Eagleson začal organizovat turnaj, který debutoval v roce 1976. Jednalo se o první mezinárodní hokejový turnaj, kterého se mohli zúčastnit všichni hokejisté, protože v té době mohli na Olympijských hrách startovat pouze hokejisté s amatérským statusem a Mistrovství světa se kryla s play-off hraném v NHL.
Turnaje, které se konaly jednou za 3 až 5 let se konaly v Severní Americe. Z pěti konaných Kanadských pohárů zvítězila čtyřikrát Kanada a jednou zvítězil Sovětský svaz.

### Světový pohár v ledním hokeji
V roce 1996 Kanadský pohár změnil svůj oficiální název a byl nově nazýván Světovým pohárem v ledním hokeji. V prvním Světovém poháru vyhrály Spojené státy americké, když porazily ve finále Kanadu 2:1 na zápasy. Dalšími soupeři byly týmy České republiky, Finska, Německa, Ruska, Slovenska a Švédska.
O osm let později se konal druhý světový pohár v roce 2004, před zrušenou sezónou NHL (2004/05). Tento turnaj vyhrála Kanada, poté co porazila Českou republiku v semifinále a Finsko ve finále.
V roce 2016 se konal Světový pohár znovu po 12 letech, tentokrát za účasti Česka, Finska, Kanady, Ruska, Spojených států, Švédska, výběru severoamerických hráčů do 23 let a výběru Evropy, který byl reprezentován hráči ze zbytku Evropy, kromě hráčů z Česka, Finska, Ruska a Švédska. Ve finále, které se hrálo na dvě vítězná utkání, porazil celek Kanady Výběr Evropy 2:0 na zápasy.
Bylo plánováno pořádat turnaj každé čtyři roky, avšak ročník 2020 byl zrušen a budoucnost turnaje je nejistá. NHL se pokusí uspořádat příští ročník Světového poháru v roce 2024.

## Trofej
V roce 2004 se udílela trofej, kterou navrhl architekt Frank Gehry. Byla vyrobena ze slitiny mědi a niklu a vnější část byla vyrobena z polyuretanu. Trofej byla často pro svůj vzhled kritizována v médiích.[zdroj?]

## Výsledky
| Ročník | Vítěz  | Finalista    | Semifinalisté   |
| ------ | ------ | ------------ | --------------- |
| 1996   | USA    | Kanada       | Rusko a Švédsko |
| 2004   | Kanada | Finsko       | Česko a USA     |
| 2016   | Kanada | Výběr Evropy | Švédsko a Rusko |

## Nejproduktivnější hráči
| Ročník | Hráč          | Stát    | Body                       |
| ------ | ------------- | ------- | -------------------------- |
| 1996   | Brett Hull    | USA     | 11 (7 branek + 4 nahrávky) |
| 2004   | Fredrik Modin | Švédsko | 8 (4 branek + 4 nahrávky)  |
| 2016   | Sidney Crosby | Kanada  | 10 (3 branky + 7 nahrávek) |

## Nejlepší střelci
| Ročník | Hráč          | Stát   | Branky |
| ------ | ------------- | ------ | ------ |
| 1996   | Brett Hull    | USA    | 7      |
| 2004   | Keith Tkachuk | USA    | 5      |
| 2016   | Brad Marchand | Kanada | 5      |